# Groupe du Parti populaire européen (Conseil de l'Europe)
 (mars 2020).
Si vous disposez d'ouvrages ou d'articles de référence ou si vous connaissez des sites web de qualité traitant du thème abordé ici, merci de compléter l'article en donnant les références utiles à sa vérifiabilité et en les liant à la section « Notes et références ».
Le groupe Parti populaire européen est un groupe parlementaire de l'Assemblée parlementaire du Conseil de l'Europe.

## Composition

### Présidence
| Poste     | Nom               | Pays    |
| --------- | ----------------- | ------- |
| Président | Aleksander Pociej | Pologne |

### Membres
Le groupe est actuellement composé de 152 membres et qui comprend pour l'essentiel des partis de droite membres du Parti populaire européen comme la CDU allemande, les Républicains en France, Forza italia ou le Parti populaire espagnol.